# Saint-Omer-en-Chaussée
Saint-Omer-en-Chaussée est une commune française située dans le département de l'Oise, en région Hauts-de-France.

## Géographie
Saint-Omer-en-Chaussée est un bourg situé à 15 km au nord-ouest de Beauvais, situé dans une vallée du Plateau picard, baignée par les eaux du Petit Thérain, affluent du Thérain.
| Achy                  | La Neuville-sur-Oudeuil | Oudeuil           |
| Villers-sur-Bonnières | Saint-Omer-en-Chaussée  |                   |
| Milly-sur-Thérain     | Milly-sur-Thérain       | Milly-sur-Thérain |

### Hydrographie

#### Réseau hydrographique
La commune est située dans le bassin Seine-Normandie. Elle est drainée par le Petit Therain, le ruisseau de l'Herperie et le canal du Petit Thérain,,.
Le Petit Thérain, d'une longueur de 21 km, prend sa source dans la commune de Omécourt et se jette  dans le Thérain à Milly-sur-Thérain, après avoir traversé huit communes. Les caractéristiques hydrologiques du Petit Thérain sont données par la station hydrologique située sur la commune. Le débit moyen mensuel est de 1,52 m3/s. Le débit moyen journalier maximum est de 4,91 m3/s, atteint lors de la crue du 7 avril 2001. Le débit instantané maximal est quant à lui de 5,27 m3/s, atteint le même jour.

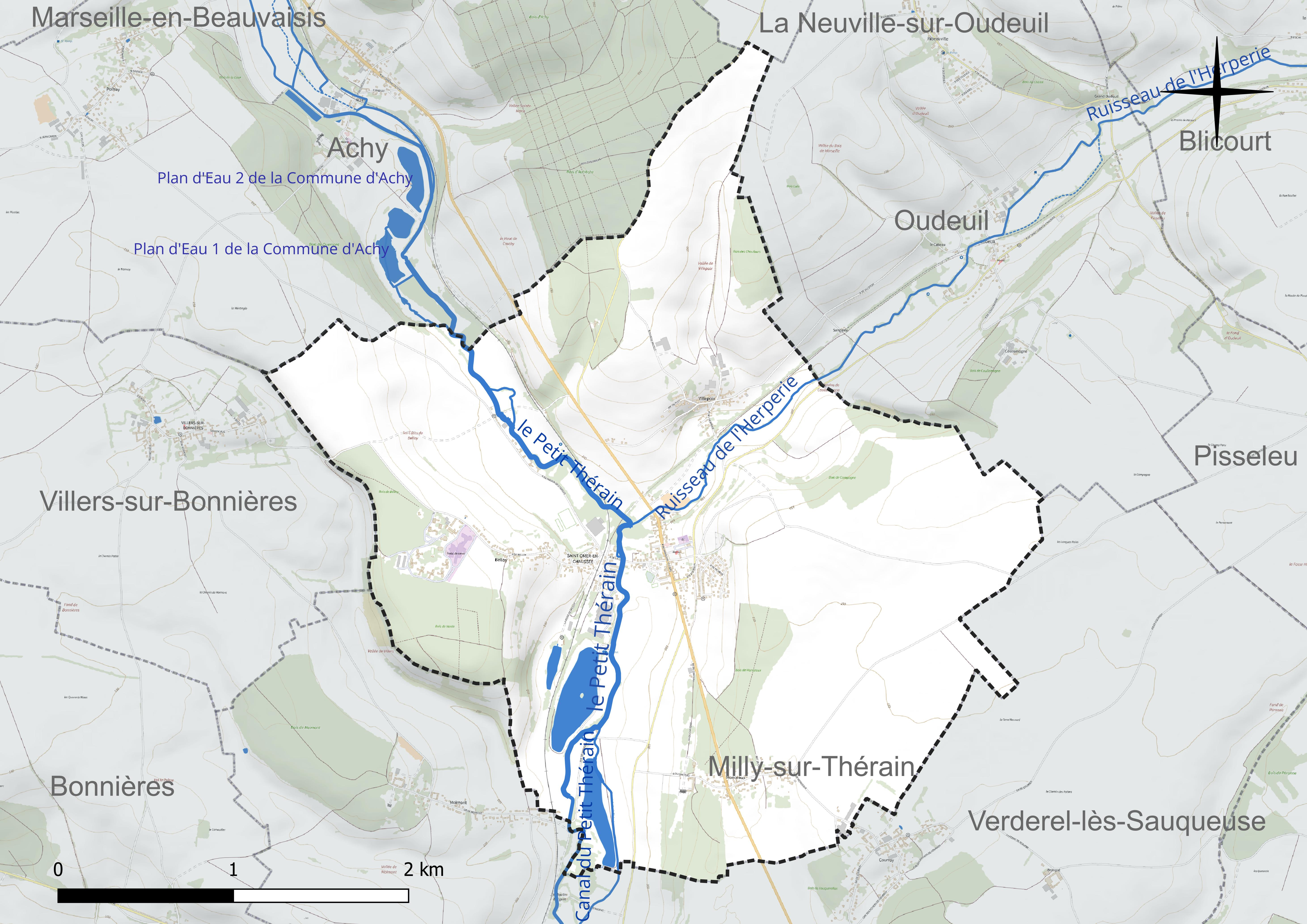
Réseau hydrographique de Saint-Omer-en-Chaussée.

Deux plans d'eau complètent le réseau hydrographique : le plan d'eau 1 du Moulin de Monceaux (5,4 ha) et le plan d'eau 2 du Moulin de Monceaux (8,9 ha),.

#### Gestion et qualité des eaux
Le territoire communal est couvert par le schéma d'aménagement et de gestion des eaux (SAGE) « Sensée ». Ce document de planification concerne un territoire de 1 219 km2 de superficie, délimité par le bassin versant du Thérain. Le périmètre a été arrêté le 27 janvier 2023 et le SAGE proprement dit est, en 2024, en cours d'élaboration. La structure porteuse de l'élaboration et de la mise en œuvre est le syndicat intercommunal de la Vallée du Thérain (SIVT). 
La qualité des cours d'eau peut être consultée sur un site dédié géré par les agences de l'eau et l'Agence française pour la biodiversité. 

### Climat
Pour des articles plus généraux, voir Climat des Hauts-de-France et Climat de l'Oise.
En 2010, le climat de la commune est de type climat océanique dégradé des plaines du Centre et du Nord, selon une étude du CNRS s'appuyant sur une série de données couvrant la période 1971-2000. En 2020, Météo-France publie une typologie des climats de la France métropolitaine dans laquelle la commune est exposée à un climat océanique et est dans la région climatique  Nord-est du bassin Parisien, caractérisée par un ensoleillement médiocre, une pluviométrie moyenne régulièrement répartie au cours de l'année et un hiver froid (3 °C). 
Pour la période 1971-2000, la température annuelle moyenne est de 10,2 °C, avec une amplitude thermique annuelle de 14,2 °C. Le cumul annuel moyen de précipitations est de 724 mm, avec 12,3 jours de précipitations en janvier et 8,2 jours en juillet. Pour la période 1991-2020, la température moyenne annuelle observée sur la station météorologique la plus proche, située sur la commune de Tillé à 11 km à vol d'oiseau, est de 11,0 °C et le cumul annuel moyen de précipitations est de 655,5 mm,. Pour l'avenir, les paramètres climatiques de la commune estimés pour 2050 selon différents scénarios d'émission de gaz à effet de serre sont consultables sur un site dédié publié par Météo-France en novembre 2022.

## Urbanisme

### Typologie
Au 1er janvier 2024, Saint-Omer-en-Chaussée est catégorisée commune rurale à habitat dispersé, selon la nouvelle grille communale de densité à sept niveaux définie par l'Insee en 2022.
Elle est située hors unité urbaine. Par ailleurs la commune fait partie de l'aire d'attraction de Beauvais, dont elle est une commune de la couronne,. Cette aire, qui regroupe 162 communes, est catégorisée dans les aires de 50 000 à moins de 200 000 habitants,.

### Occupation des sols
L'occupation des sols de la commune, telle qu'elle ressort de la base de données européenne d'occupation biophysique des sols Corine Land Cover (CLC), est marquée par l'importance des territoires agricoles (77 % en 2018), une proportion identique à celle de 1990 (77 %). La répartition détaillée en 2018 est la suivante : 
terres arables (60,8 %), forêts (15 %), prairies (14,2 %), zones urbanisées (5,3 %), eaux continentales (2,7 %), zones agricoles hétérogènes (2 %). L'évolution de l'occupation des sols de la commune et de ses infrastructures peut être observée sur les différentes représentations cartographiques du territoire : la carte de Cassini (XVIIIe siècle), la carte d'état-major (1820-1866) et les cartes ou photos aériennes de l'IGN pour la période actuelle (1950 à aujourd'hui).

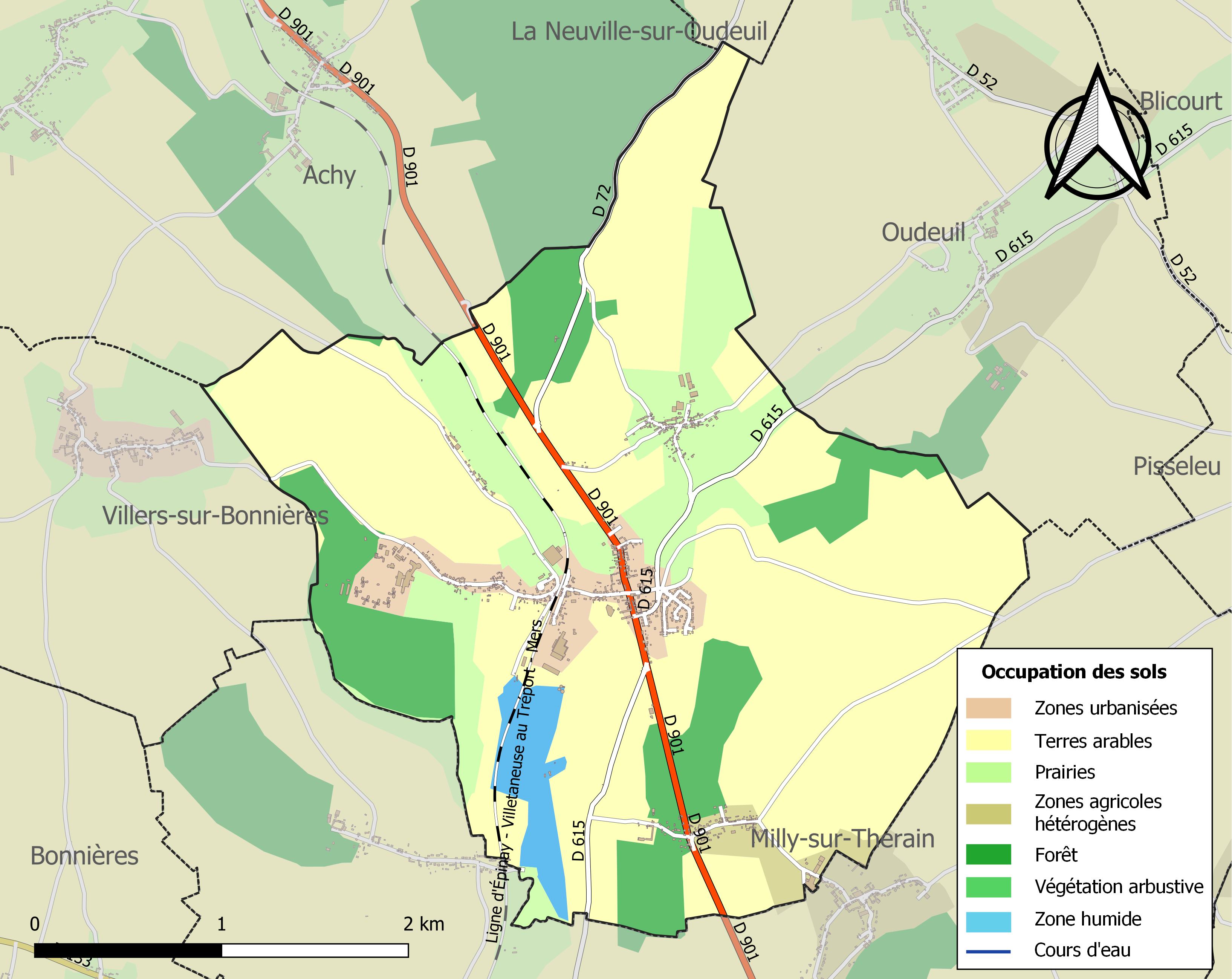
Carte des infrastructures et de l'occupation des sols de la commune en 2018 (CLC).

### Voies de communication et transports
La ville est desservie par la RD 901, qui correspond à l'ancienne route nationale 1. Sur le plan des transports ferroviaires, la commune est desservie par la gare de Saint-Omer-en-Chaussée sur la relation de Beauvais au Tréport par Abancourt. Entre 1876 et 1939, existaient également des trains de voyageurs pour Amiens grâce à la ligne de Saint-Omer-en-Chaussée à Vers.
La commune est desservie, en 2023, par les lignes 614, 616, 6103, 6104, 6150 et 6152 du réseau interurbain de l'Oise.

### Risques naturels
En raison des risques de crues du petit Thérain, Saint-Omer-en-Chaussée est concernée par un projet de plan de prévention des risques (PPR) inondation prescrit le 25 mars 2002

## Toponymie
Le nom de la localité est attesté sous les formes Sancti Audomari juxta Milliacum (vers 1096) ; Sanctus Othmarus (1136) ; de Sancto Othmaro (1143) ; apud sanctum Odomarum (1146) ; Sanctus Audomarus (1147) ; Sancto Otmero (1151) ; de Sancto Audomaro (vers 1151) ; Sanctus Odmerus (1154) ; Sanctus Homerus (1155) ; Sus Othmerus (1158) ; Sanctus Audemarus (1160) ; de Sancto Othmero (vers 1160) ; Girardus de Sancto Aumaro (1161) ; Saint Omer (1249) ; Robertus de sancto Audomaro (1268) ; Sanctum Omerum (1314) ; Sainct Omer (1373) ; Sainct Omer en la cauchie (1499) ; Saint Aumer (vers 1570) ; S. Audmer (XVIIe) ; Omer en chaussée (1794) ; Saint-Omer-en-Chaussée (1795).

Saint-Omer est un hagiotoponyme faisant référence à Audomar de Thérouanne, évêque de Thérouanne en 637.
Saint-Omer et une localité établie sur le tracé des anciennes voies romaines.

## Histoire

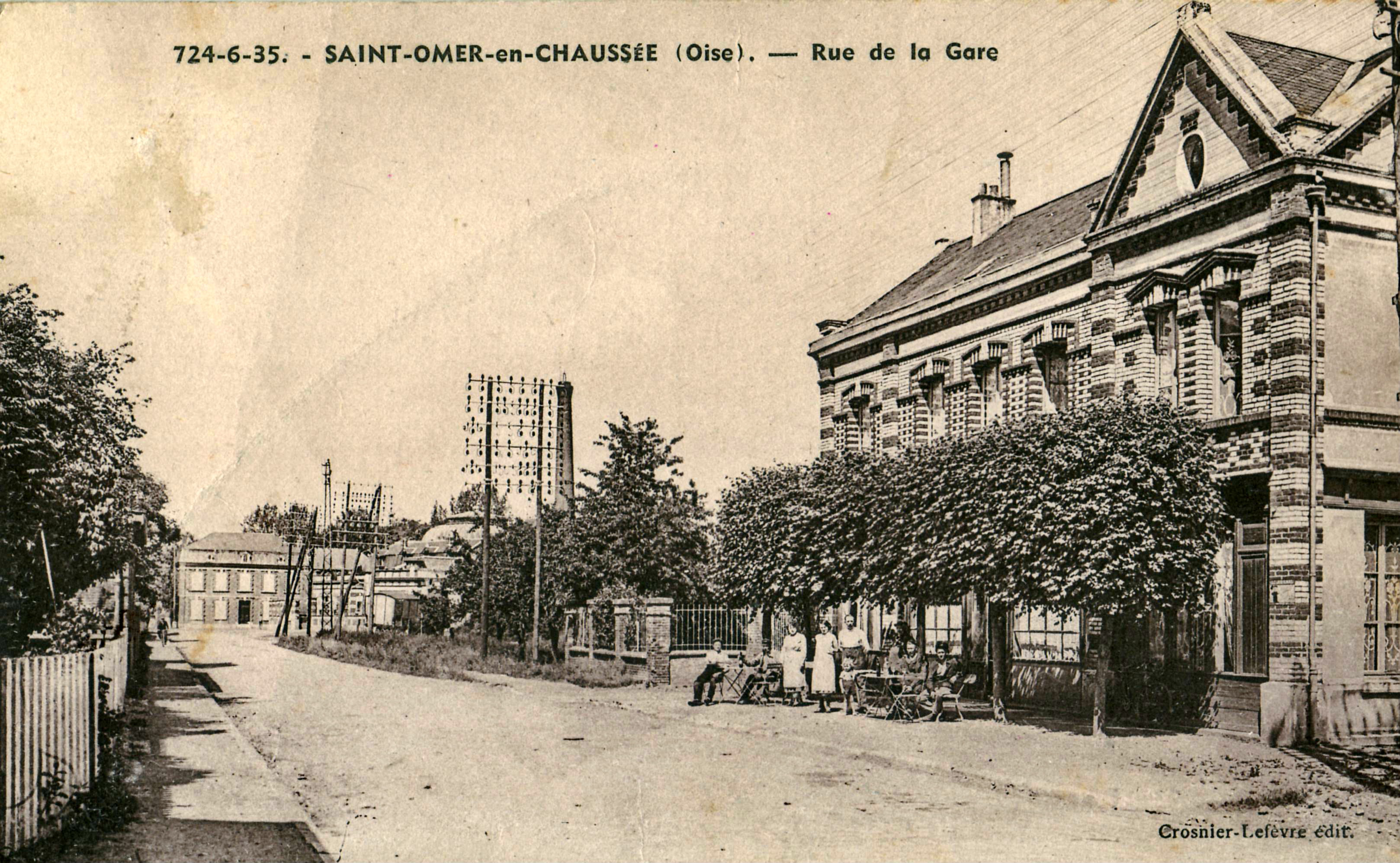
La rue de la Gare, avant la Première Guerre mondiale.

Au Moyen Âge, il y avait sur le territoire de Saint-Omer plusieurs forges, attestées encore par le nom d'un hameau, le Hameau-des-Forges.
Aux XVIIe siècle et XVIIIe siècle, les chasse-marées, ancien nom des mareyeurs, transportaient le poisson, qui venait des ports de la Manche pour ravitailler Paris, en passant par Saint-Omer.
Sous l'Ancien Régime, la paroisse de Saint-Omer-en-Chaussée dépendait du doyenné de Montagne, de l'archidiaconé de Bray et du diocèse de Beauvais. En 1789, Saint-Omer dépendait administrativement et juridiquement du grenier à sel de Beauvais, de l'Élection de Beauvais, du bailliage de Clermont (prétendu par Beauvais), de la Coutume de Clermont et d'Amiens, de l'intendance de Paris, du Parlement de Paris, et du Gouvernement d'Île-de-France.

## Politique et administration
| Période                                  | Période                       | Identité          | Étiquette                     | Qualité |
| ---------------------------------------- | ----------------------------- | ----------------- | ----------------------------- | --- |
| Les données manquantes sont à compléter. |                               |                   |                               | |
|                                          |                               | Gustave Mathiotte | Rad.                          | Conseiller général de Marseille-en-Beauvaisis (1913 → 1931) |
| 1929                                     | 1944                          | François Bénard   | DVD puis UNR puis UDR puis UC | Minotier, propriétaire du Moulin des Forges, Député de l'Oise (1956 → 1978) Conseiller d'arrondissement (1928 → 1931) Conseiller général de Marseille-en-Beauvaisis (1931 → 1940 et 1945 → 1978) Président du Conseil général de l'Oise (1949 → 1973) |
| Les données manquantes sont à compléter. |                               |                   |                               | |
| mars 1995                                | mai 2020,                     | Gérard Devambez   |                               | |
| mai 2020,                                | En cours (au 22 juillet 2020) | André Solewyn     |                               | Policier municipal |

## Population et société

### Démographie

#### Évolution démographique
L'évolution du nombre d'habitants est connue à travers les recensements de la population effectués dans la commune depuis 1793. Pour les communes de moins de 10 000 habitants, une enquête de recensement portant sur toute la population est réalisée tous les cinq ans, les populations de référence des années intermédiaires étant quant à elles estimées par interpolation ou extrapolation. Pour la commune, le premier recensement exhaustif entrant dans le cadre du nouveau dispositif a été réalisé en 2008.

En 2022, la commune comptait 1 205 habitants, en évolution de −4,29 % par rapport à 2016 (Oise : +0,87 %, France hors Mayotte : +2,11 %).
| 1793 | 1800 | 1806 | 1821 | 1831 | 1836 | 1841 | 1846 | 1851 |
| ---- | ---- | ---- | ---- | ---- | ---- | ---- | ---- | ---- |
| 456  | 420  | 461  | 496  | 532  | 535  | 576  | 580  | 561  |

| 1856 | 1861 | 1866 | 1872 | 1876 | 1881 | 1886 | 1891 | 1896 |
| ---- | ---- | ---- | ---- | ---- | ---- | ---- | ---- | ---- |
| 522  | 516  | 516  | 506  | 508  | 480  | 403  | 481  | 471  |

| 1901 | 1906 | 1911 | 1921 | 1926 | 1931 | 1936 | 1946 | 1954 |
| ---- | ---- | ---- | ---- | ---- | ---- | ---- | ---- | ---- |
| 488  | 501  | 470  | 455  | 468  | 453  | 485  | 476  | 495  |

| 1962 | 1968 | 1975 | 1982 | 1990  | 1999  | 2006  | 2008  | 2013  |
| ---- | ---- | ---- | ---- | ----- | ----- | ----- | ----- | ----- |
| 571  | 660  | 884  | 966  | 1 092 | 1 056 | 1 296 | 1 321 | 1 294 |

| 2018  | 2022  | - | - | - | - | - | - | - |
| ----- | ----- | - | - | - | - | - | - | - |
| 1 240 | 1 205 | - | - | - | - | - | - | - |

#### Pyramide des âges
La population de la commune est relativement jeune.
En 2018, le taux de personnes d'un âge inférieur à 30 ans s'élève à 29,5 %, soit en dessous de la moyenne départementale (37,3 %). À l'inverse, le taux de personnes d'âge supérieur à 60 ans est de 25,6 % la même année, alors qu'il est de 22,8 % au niveau départemental.
En 2018, la commune comptait 683 hommes pour 557 femmes, soit un taux de 55,08 % d'hommes, largement supérieur au taux départemental (48,89 %).
Les pyramides des âges de la commune et du département s'établissent comme suit.
| Hommes | Classe d’âge | Femmes |
| ------ | ------------ | ------ |
| 0,6    | 90 ou +      | 0,5    |
| 5,9    | 75-89 ans    | 8,1    |
| 17,0   | 60-74 ans    | 19,7   |
| 27,5   | 45-59 ans    | 20,3   |
| 22,0   | 30-44 ans    | 18,9   |
| 12,9   | 15-29 ans    | 14,4   |
| 14,2   | 0-14 ans     | 18,1   |

| Hommes | Classe d’âge | Femmes |
| ------ | ------------ | ------ |
| 0,5    | 90 ou +      | 1,4    |
| 5,5    | 75-89 ans    | 7,6    |
| 15,6   | 60-74 ans    | 16,3   |
| 20,8   | 45-59 ans    | 20     |
| 19,4   | 30-44 ans    | 19,4   |
| 17,6   | 15-29 ans    | 16,2   |
| 20,6   | 0-14 ans     | 19,1   |

## Économie

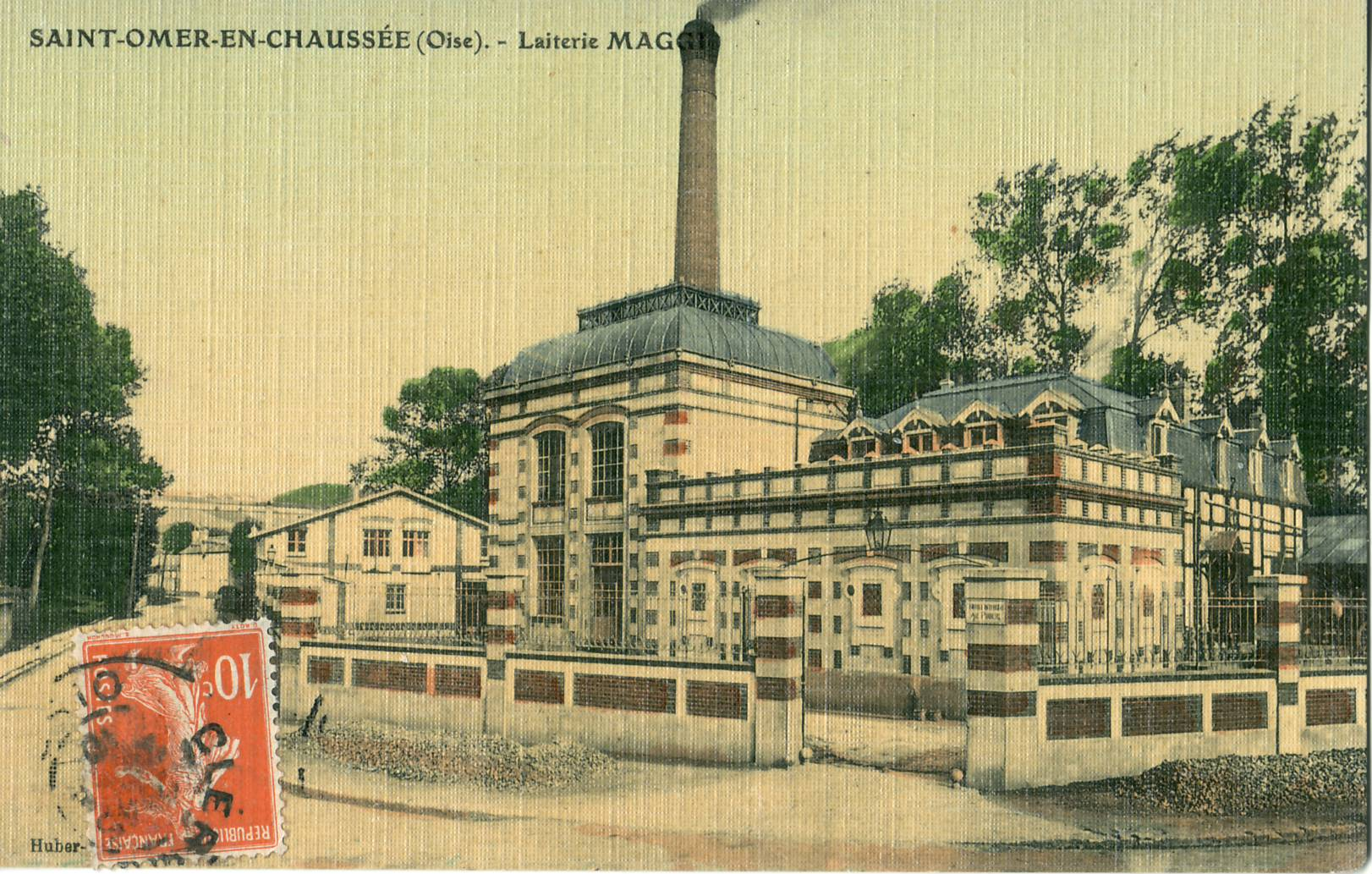
Le bâtiment principal de l'ancienne laiterie Maggi au début du XXe siècle.

Saint-Omer accueille plusieurs entreprises, Ventmeca (ventilateurs industriels) et Marisol (cloisons et faux plafonds) ainsi que Frantschach Coating (transformation et impression de papiers et cartons) qui constituent l'essentiel de son tissu économique, avec le Centre du Belloy, centre de rééducation fonctionnelle et de réadaptation professionnelle qui emploie environ 200 personnes.
La ville est également connue pour l'ancienne laiterie Maggi, créée en 1899 et qui a fermé en 1971. Cette entreprise était considérée comme une laiterie modèle, et fournissait un lait de qualité supérieure, garanti par une fermeture des bouteilles en verre ou en porcelaine par cachets. Dans cette démarche de recherche qualitative, elle était également une des rares laiteries équipées à cette époque d'un laboratoire. Elle concurrençait la société Charles Gervais, solidement implantée dans la région.

## Lieux et monuments
- Château de Monceaux, construit de 1763 à 1773 (propriété privée, classée monument historique).
- Église Saint-Omer du XVIe siècle en grès et cailloux. Un sarcophage découvert par un laboureur est exposé face à l'église.
- Compte tenu de la présence du Petit Thérain, de nombreux moulins ont été exploités à Saint-Omer-en-Chaussée, dont le moulin des Forges, ancienne minoterie hydraulique construit pour François Grévin-Debise au XVIIIe siècle et modifié au 3e quart du XIXe siècle[36], actuellement occupé par un restaurant.

## Personnalités liées à la commune
- Marc Henri, baron de Segonzac, né à Saint-Omer en 1851, agronome et écrivain.

## Sport
La commune est le siège d'un club de rugby à XIII fauteuil « les Grizlzys », qui est pressenti pour rejoindre le championnat de France.